# 塞内卡 (南卡罗来纳州)
塞内卡（英文：Seneca），是美国南卡罗来纳州下属的一座城市。城市类型是“City”。其面积大约为3.17平方英里（8.2平方公里）。根据2010年美国人口普查，该市有人口8,102人，人口密度约为每平方 英里2,559.87人（约合每平方公里988.41人）。